# 해리슨의 내과학원리

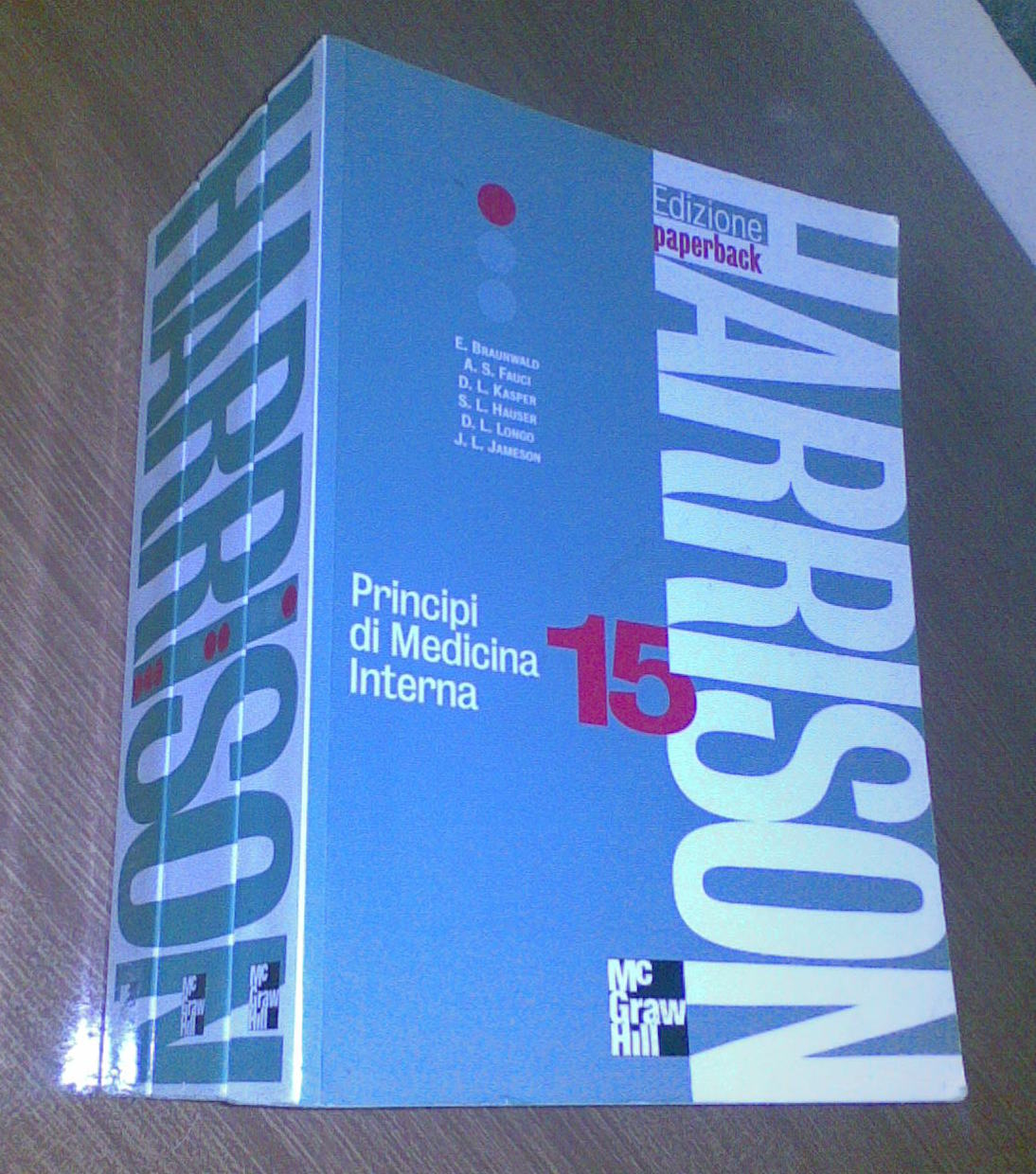

《해리슨의 내과학원리》(Harrison's Principles of Internal Medicine)는 미국 교과서로 내과학을 담고있다. 첫 발행은 1950년도이며 현재 21판이 나와있다. (2022년 발행, McGraw-Hill) 그리고 두권으로 구성되어있다. 비록 모든 의학을 담는 것을 추구한다고는 하나, 이 분야의 인턴과 의학을 공부하는 학생들이 주로 사용한다. 내과학에서 권위있는 책으로 인정되며 "모든 의학서적중에서 가장 인정받는 책"으로 기술된다.
이 작업은 Tinsley Randolph Harrison의 이름을 따서 만든것이다.

## 역사
해리슨 박사의 인용은 1950년도의 첫 판에서 나온다:
"의사가 된다는 것 이상으로 더 많은 기회, 더 큰 책임, 더 많은 의무가 한 인간에게 맡겨질 수는 없다. 의사에게는 고통의 돌봄 속에서, 전문적 기술, 과학적 지식, 인간에 대한 이해가 필요하다. 의사는 자기동료와 인류를 위하여 의사만이 할 수 있는 큰 봉사를 하게 됨과 동시에 자기 자신 안에서 지워지지 않는 훌륭한 인격이 자라나게 된다."
교과서 17판에는 Dr. Georger W. Thorn에게 바쳐졌다. 그는 2004년에 죽었다.
교과서 18판은 Dan L. Longo, Anthony Fauci, Dennis Kasper, Stephen Hauser, J.Jerry Jameson 그리고 Joseph Loscalzo가 편집하였다. 새로운 단원이 추가되었다: "건강과 질병의 시스템 생물학" "인간 Microbiome" "노화 생물학" 그리고 "전쟁 베테랑들의 신경정신병학".